# Denpa
Denpa (電波ソング denpa-songu?, tdl. ‘canción denpa') es un tipo de música japonesa que es intencionalmente extraña y pegadiza.  Se caracteriza por incluir intencionalmente voces fuera de tono, de tonalidad alta y con letras sin sentido. La música denpa ha crecido hasta convertirse en una subcultura dentro de Japón, formando un aspecto significativo de la cultura otaku. Denpa no es un género específico por sí mismo, sino más bien un término general para diversos tipos de música. Términos alternativos para la música denpa acuñado en los últimos tiempos incluyen Akiba-pop y A-pop. El término Moe song (萌えソング?  tdl. ‘canción moe’) se refiere específicamente a la música denpa de origen otaku con temas moe.
Un gran número de círculos doujin y artistas musicales se dedican a la música denpa. Entre ellos se encuentran Mosaic.wav, IOSYS, t+pazolite, Nomico, Momoiro Clover Z, I've Sound, Under17, Nanahira, y otros.

## Origen
El término "denpa" (電波?   "ondas electromagnéticas") originalmente surgió en la década de 1990 para describir a individuos extravagantes que a menudo sueñan despiertos y viven en sus fantasías personales. Tiene su origen en los asesinatos de Fukagawa ocurridos en 1981. El agresor, Kawamata Gunji, estaba bajo la influencia de sustancias ilícitas a plena luz del día cuando procedió a atacar con un arma blanca a varios transeúntes del lugar; asesinó a dos amas de casa y dos niños, e hirió a muchos otros. Cuando fue confrontado en los tribunales, explicó que las "ondas electromagnéticas" le estaban diciendo que matase a esa gente, y se declaró en locura.
A comienzos de 1990, el término "denpa" comenzó a aparecer a lo largo de la música y la literatura, y la frase "denpa-kei" (電波系?) fue utilizada como un eufemismo despectivo para describir a gente espeluznante, delirantes o lunáticos enloquecidos, basándose en la idea de que estas personas podían escuchar voces, ver cosas y comunicarse a través de la telepatía como resultado de las ondas electromagnéticas. Un ejemplo contemporáneo de tal uso proviene de la banda de metal japonés KING-SHOW, la cual hizo referencias en una canción al incidente de Fukagawa.
En lo que respecta a la música, el término obtuvo una connotación negativa, y se asoció principalmente con la música que se consideraba espeluznante, y tenía letras incomprensibles, a menudo de origen otaku. Dado que los otakus se veían a menudo como personas extrañas que se comportaban de manera diferente de los demás, denpa terminó siendo ampliamente asociado con la cultura otaku en Japón y la escena de Akihabara. Finalmente, el término "denpa" comenzó a abarcar todo lo que fuera peculiar o desconectado de la realidad, como si estas personas estuvieran recibiendo ondas electromagnéticas, y siendo hipnotizadas o controladas por estas. Pasado el tiempo, la categorización de canción denpa en la música comenzó a tomar forma, y esa música se convirtió en popular entre los círculos otaku como un interés de nicho y estilo de vida independiente de la corriente principal.

## Características
Las canciones denpa constan de música con letras y melodías que son extremadamente torpes y extrañas. Los oyentes del género argumentan que son atraídos a este tipo de música como si estuvieran "hipnotizados" por ella; es decir, están de algún modo "bajo el control" de la extrañeza de la canción. Este sentimiento de ser envenenado y tener lavado el cerebro por la canción es descrita como doku-denpa (毒電波?  "envenenamiento por ondas electromagnéticas"). Las canciones denpa a menudo contienen letras que son absurdas o contienen temas relacionados con la cultura otaku.
En cuanto a la música, las canciones denpa a menudo cuentan con cantos repetitivos o vocalizaciones fuera de tono junto a una melodía pegadiza, provocando intencionalmente un sentimiento de "exceso". Voces agudas, aclamaciones wotagei y otros elementos extremos contribuyen al caos que caracteriza a la música denpa. Un ejemplo de este tipo de música es Neko Mimi Mode, una canción cuya letra simplemente repite la frase "Modo Neko Mimi" una y otra vez. La música denpa también puede ser estar combinada con otros subgéneros musicales como el gamewave, el bitpop o el chiptune.
Las canciones denpa a menudo se consideran como tiernas y felices, ya que una gran cantidad de música denpa implica temas moe. Sin embargo, esto no es siempre el caso, ya que también pueden abarcar temas mucho más pesados como la alucinación o la locura. Un malentendido de la música denpa es que es un tipo de "j-pop lindo", cuando en realidad es una tendencia en gran parte "underground". Es decir, no es música comercial popular, y tiene una escena completamente diferente a la del j-pop. En sus inicios, la música denpa fue asociada principalmente con música espeluznante, y como resultado se convirtió en algo mal visto por el público en general, manteniéndose así confinada a al nicho de grupos otaku. Una banda popular que hizo canciones musicalmente lindas y con letras peculiares fue Under17; esto alteró la percepción popular de la música denpa.

## Subcultura
Los álbumes denpa se venden a menudo por los mismos artistas en eventos tales como Comiket, y otras grandes reuniones de personas interesadas en la cultura otaku. La música denpa se utiliza a menudo en los temas de apertura y cierre de serie anime de televisión; ejemplos incluyen los temas de apertura de Shinryaku! Ika Musume y Kill Me Baby.